# متهم (فیلم ۲۰۱۸)
متهم (اسپانیایی: Acusada‎) یک فیلم جنایی و دلهره‌آور محصول سال ۲۰۱۸ سینمای آرژانتین به کارگردانی گونزالو توبال است. این فیلم در ۴ سپتامبر در هفتاد و پنجمین دوره جشنواره بین‌المللی فیلم ونیز به نمایش درآمد و در ۱۳ سپتامبر در آرژانتین توسط برادران وارنر پیکچرز اکران شد. این فیلم با تمجید از بازی لالی اسپوزیتو مورد تحسین منتقدان قرار گرفت.